# Opavský hokejový přebor mužů
Neprofesionální soutěž hraná v ledním hokeji převážně na území Okresu Opava. Zatím poslední sezona se uskutečníla v letech 2012/2013. za účasti čtyř týmů.

## seznam vítězů z let 2004-2013
| ročník | 1. místo                 | 2. místo                | Vítěz ZČ                |
| ------ | ------------------------ | ----------------------- | ----------------------- |
| 04/05  | HC Lipina Markvartovice. | HC Hať                  | HC Lipina Markvartovice |
| 05/06  | HC Lipina Markvartovice  | HC Hať                  | HC Lipina Markvartovice |
| 06/07  | Slavia Malé Hoštice B    | HC Kozel Těškovice      | Slavia Malé Hoštice B   |
| 07/08  | HC Bijci Opava           | HC Lipina Markvartovice | HC Bijci Opava          |
| 08/09  | HC Buly Centrum Kravaře  | HC AUTO KUZNÍK          | HC Buly Centrum Kravaře |
| 09/10  | HC Buly Centrum Kravaře  | HC Auto Kuzník          | HC Buly Centrum Kravaře |
| 10/11  | HC Auto Kuzník           | HC Krnov B              | HC Buly Centrum Kravaře |
| 11/12  | ?                        | ?                       | ?                       |
| 12/13  | Slavia Malé Hoštice      | HC AUTO KUZNÍK          | Slavia Malé Hoštice     |

## Seznam účastníků sezony 2012/2013
- Slavia Malé Hoštice
- HC AUTO KUZNÍK
- HC Město Kravaře
- HC MEDICAL Opava